# مشتی محفوظ
مشتی محفوظ (به عربی: مشتی محفوظ) یک روستا در سوریه است که در ناحیه شطحه واقع شده‌است. مشتی محفوظ ۶۴۸ نفر جمعیت دارد.